# Excorallana sexticornis
Excorallana sexticornis is een pissebed uit de familie Corallanidae. De wetenschappelijke naam van de soort is voor het eerst geldig gepubliceerd in 1901 door Richardson.